# TOYAMAキラリ
TOYAMAキラリ（トヤマキラリ）は、富山県富山市西町にある複合施設である。富山市立図書館本館、富山市ガラス美術館、富山第一銀行本店などが入居する。2015年（平成27年）8月22日に全館オープンした。
アール・アイ・エー(RIA)、隈研吾建築都市設計事務所、三四五建築研究所の3社による共同企業体(JV)が設計を担当し、西町南地区第一種市街地再開発事業の一環として建設された。1階は共用エントランスと富山第一銀行本店営業部門、2階から6階は富山市立図書館と富山市ガラス美術館、7階と8階は富山第一銀行本店業務執行部門、9階と10階は富山第一銀行ホールである。3種類のパネル約1,000枚が並べられた外壁や、2階から6階まで斜めに開いた吹き抜け空間が特徴である。日本で初めて図書館と銀行本店が同居する建物である。

## 歴史

### 背景

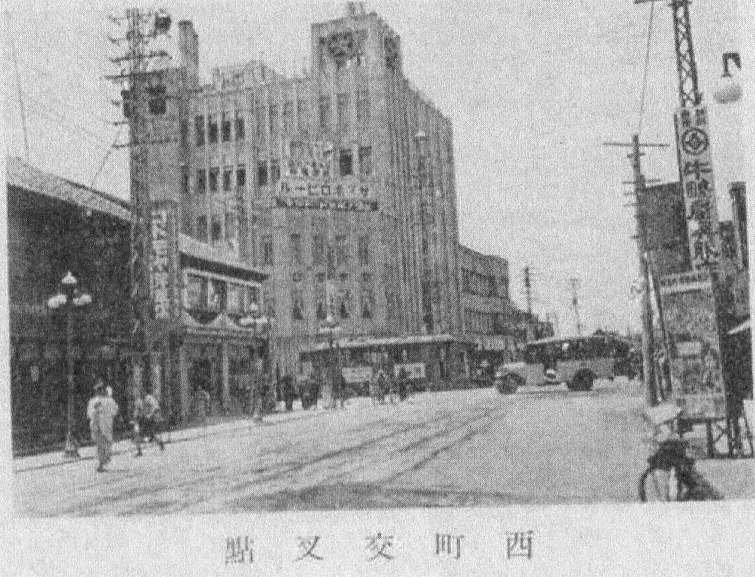
1938年の宮市大丸富山店（後の富山大和）とその周辺

富山市の中心市街地である総曲輪（そうがわ）は富山駅から南に約1.5kmの距離にあり、飛騨街道（現・国道41号）の起点として、江戸時代から交通の要衝であった地区である。百貨店の宮市大丸（現・大和）は1932年（昭和7年）にこの地区に進出し、宮市大丸は1943年（昭和18年）に丸越と合併して大和に改称した。
太平洋戦争末期の1945年7月には富山大空襲が行われ、富山城址公園の東南角を中心とした半径約1.2kmにある建物はほぼすべてが焼失。空襲による焼失を免れたのは、富山大和、富山県庁舎、富山県立神通中学校（現・富山県立富山中部高校）などわずかな建物のみだった。

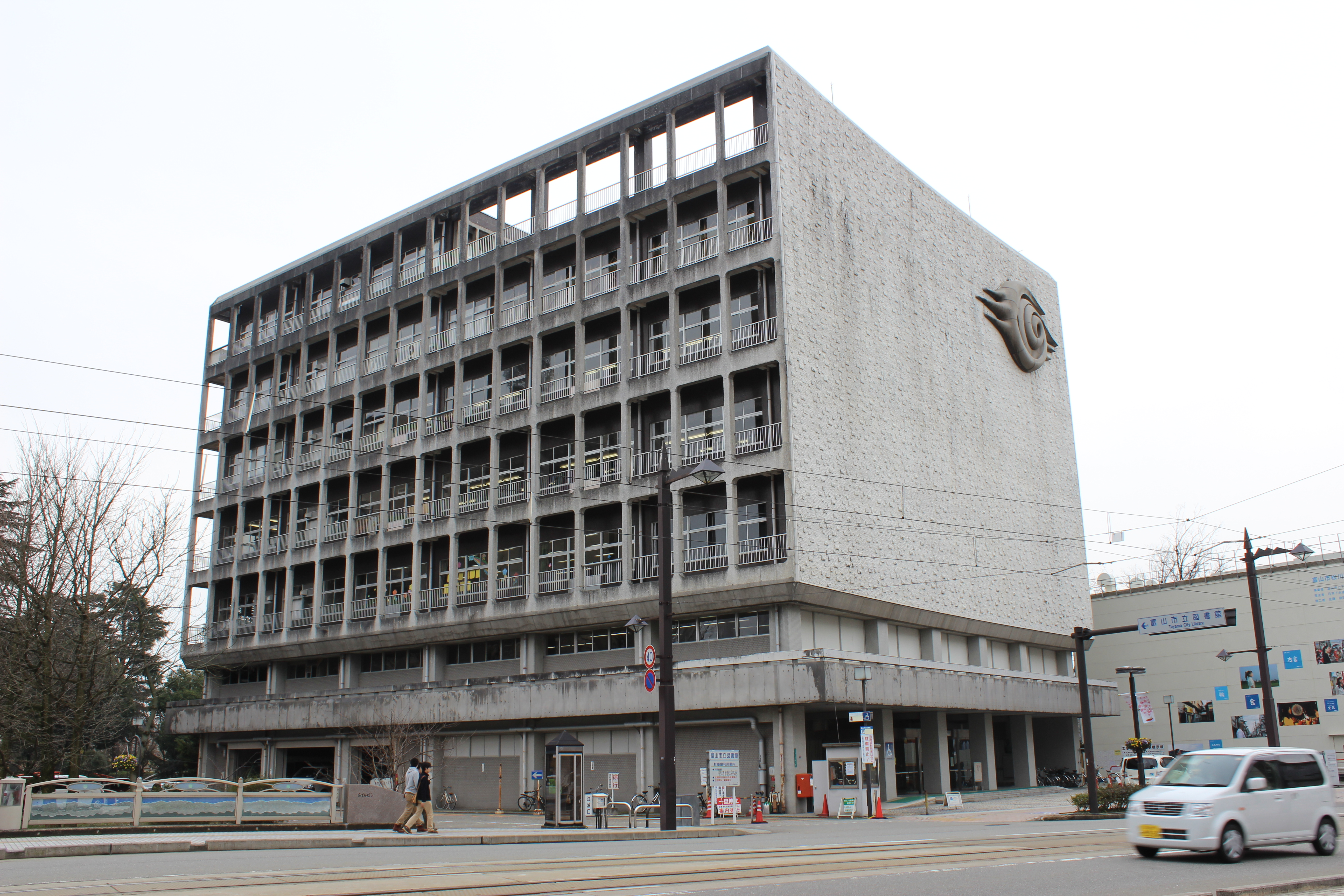
丸の内にあった富山市立図書館旧本館(1970-2015)

戦後の富山大和は周囲の土地を吸収しながら、1965年（昭和40年）・1973年（昭和48年）などに増築を行っている。歴史の古さや度重なる増築などが理由で、富山大和が建つ場所の土地建物権利関係は複雑な状況にあった。1996年（平成8年）には、建物の老朽化を理由に富山大和が移転を検討し始め、跡地の再開発計画が浮上した。一方で、総曲輪2丁目にある富山第一銀行本店も建物の老朽化により移転を模索していた。富山第一銀行本店は1951年（昭和26年）竣工の古典主義建築であり、東京・丸の内の第一銀行本店を模して建設されている。
富山地方鉄道富山軌道線本線（1系統と環状線）が走る桜橋電車通りは、富山軌道線富山都心線（環状線）が走る平和通りと西町交差点で交差する。富山大和は西町交差点の南西角にあった。西町交差点は「富山市の銀座四丁目（交差点）」とも呼ばれ、富山市ガラス美術館によると「交差点を渡ると肩が触れ合うほどにぎわった」という。
富山大和は富山市民に広く愛され、東京・銀座における服部時計店と比較されるほどである。富山大和の屋上遊園地は富山で暮らす多くの中高年の記憶に残っている。富山大和の跡地は、森雅志富山市長が「富山市民だけでなく富山県民全体にとっても、街の重心」と語る場所である。

### 再開発計画

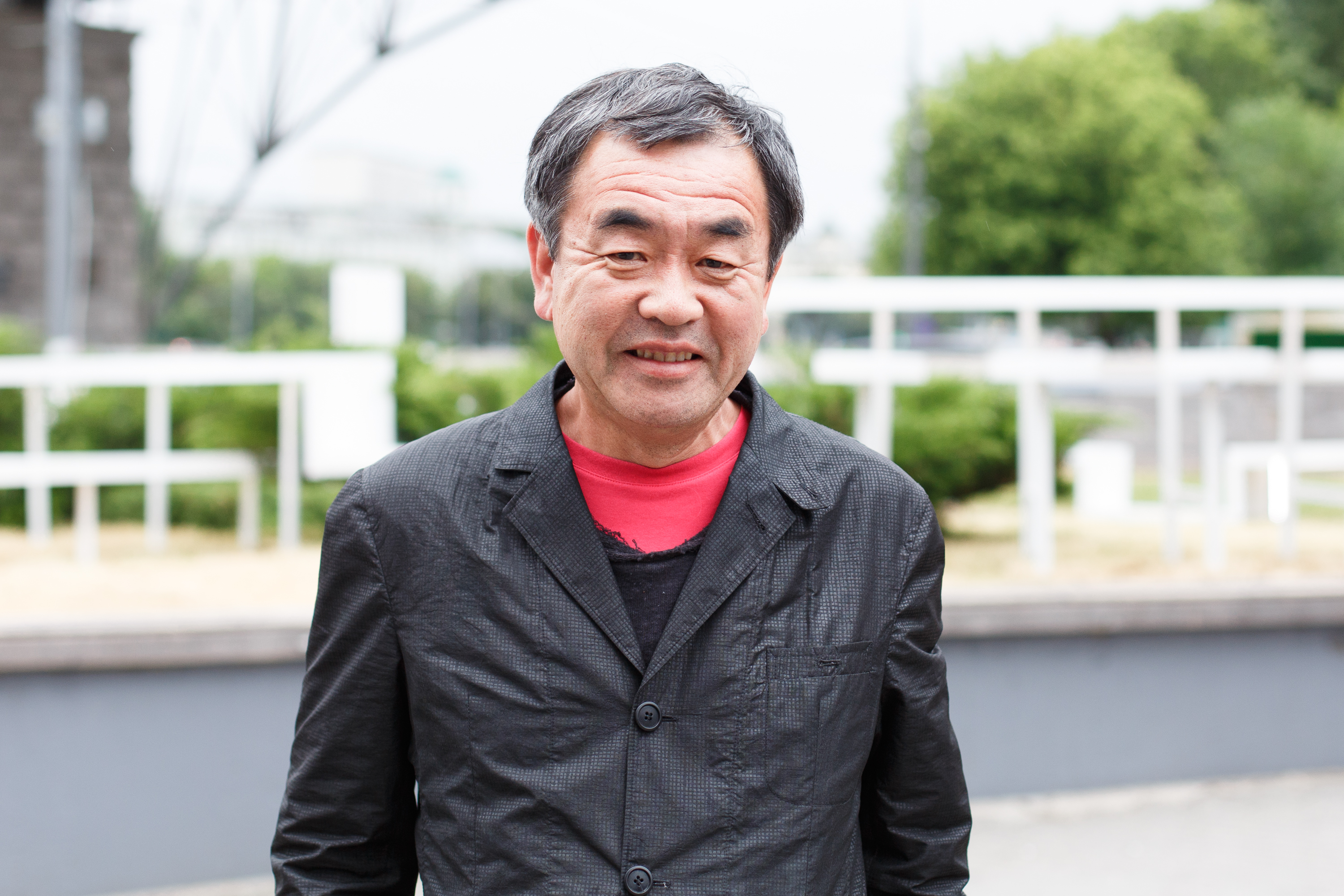
TOYAMAキラリの設計の中心となった隈研吾

2001年（平成13年）に富山大和が西町南地区からの移転を正式に表明すると、2003年（平成15年）には地権者らによって再開発協議会が設立され、2006年（平成18年）には市街地再開発準備組合に移行した。2007年（平成19年）2月8日には、青森市とともに富山市の中心市街地活性化基本計画が国の第1号認定を受け、富山市は全国に先駆けてコンパクトシティを目指した取り組みを開始している。

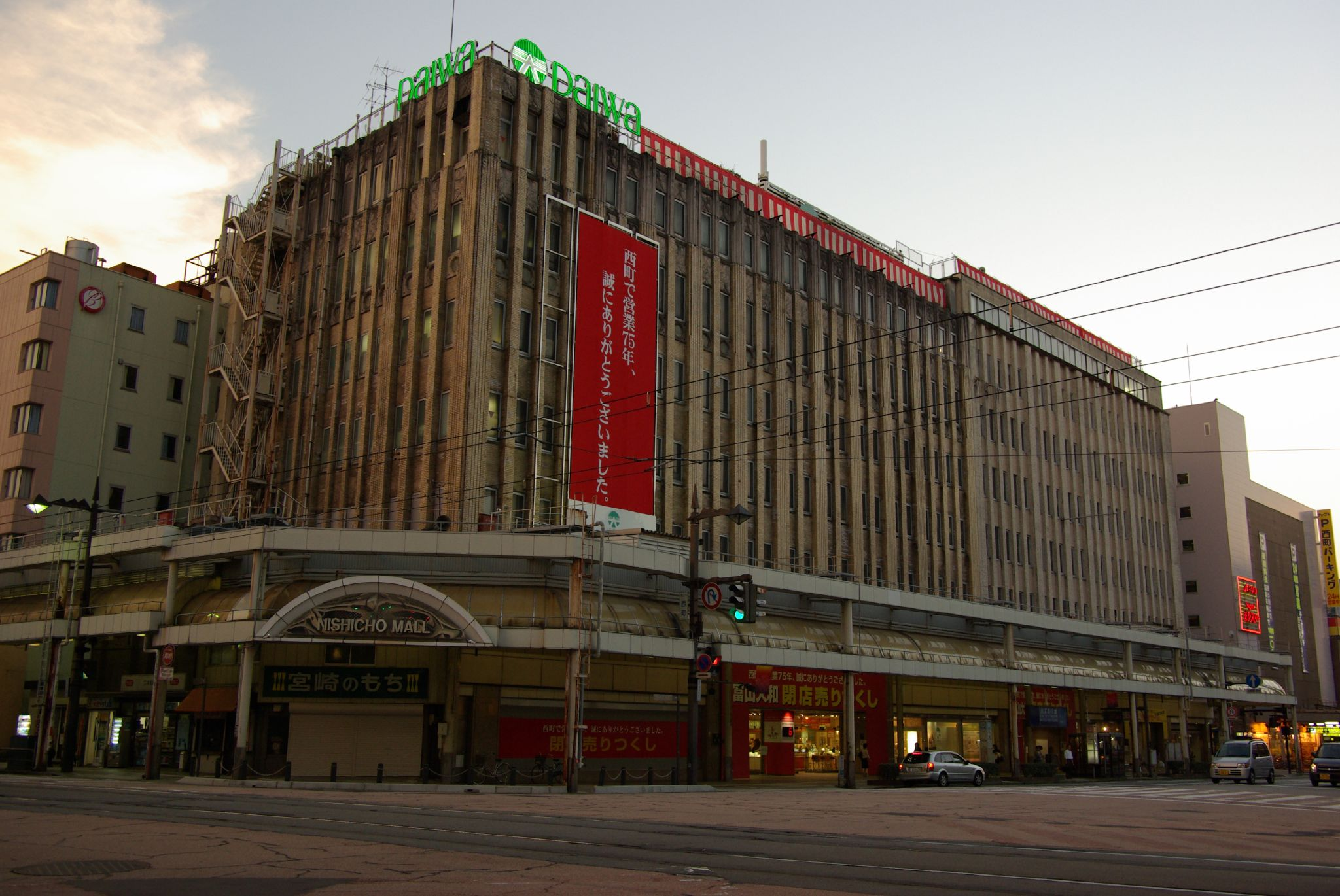
閉店間近の富山大和

2007年9月に富山大和が近隣（総曲輪通り南地区）の再開発ビル・総曲輪フェリオに移転すると、再開発準備組合は商業施設・公共施設・マンションを組み合わせた地下1階・地上18階の高層ビルを建設する計画を立て、富山市立図書館本館や富山第一銀行本店に対して入居を打診した。富山市立図書館本館は1970年（昭和45年）に丸の内の富山城址公園に開館したが、2006年（平成18年）には外壁に張られていた大理石の化粧板が落下する事故が起きるなど、老朽化が進行していた。

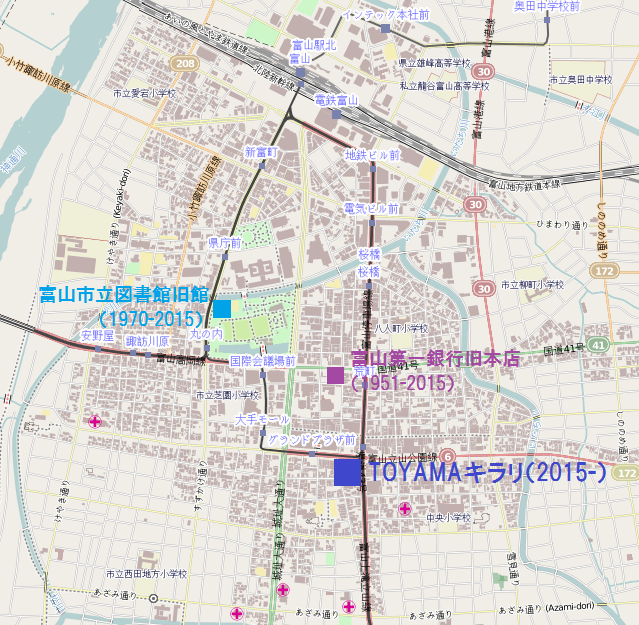
富山市立図書館旧本館や富山第一銀行旧本店とTOYAMAキラリの位置関係

富山市が富山市立図書館本館の移転を拒否すると、再開発準備組合は富山市が新設する予定の富山市ガラス美術館に入居を打診した。2010年（平成22年）1月には富山市が方針を転換し、富山大和の跡地に富山市立図書館本館と富山市ガラス美術館を設置する方針を固めた。富山第一銀行は2015年の創立70周年記念事業の一環として再開発ビルへの移転に取り組んだ。
2010年11月には「西町南地区の公益施設整備に関する基本構想」が策定され、簡易公募型プロポーザルでアール・アイ・エー(RIA)、隈研吾建築都市設計事務所、富山市に拠点を置く三四五（みよい）建築研究所の3社による共同企業体(JV)が設計者に決定した。隈は富山市の政策参与でもあり、富山市民芸術創造センターのダイニング&カフェ「クレオン」の設計なども手掛けている。縦のラインが強調された富山大和の外観は再開発ビルの外観に継承されている。富山第一銀行はオーダーが印象的な建物であり、再開発ビル1階の共用部分入口近くにある石柱に面影を残している。
再開発準備組合は2012年（平成24年）2月に西町南地区市街地再開発組合となっている。同年11月には富山大和の解体除去工事が着手され、2013年（平成25年）5月に再開発ビルの起工式が行われた。同時期には北陸新幹線の長野駅＝金沢駅間延伸工事が行われており、労働市場の需給逼迫が予想されたため、遠方の名古屋や大阪からも労働力の調達を模索している。延べ労働人員は8万人、延べ労働時間は64万時間であり、施行者の清水建設・佐藤工業JVは富山市に引き渡すまで無災害を貫いた。2014年（平成26年）10月に再開発ビルの愛称が「TOYAMAキラリ」に決定、TOYAMAキラリは2015年（平成27年）5月9日に竣工した。総事業費は182億7900万円、総工費は130億3700万円。
富山県では1960年代から1970年代に建設された公共図書館が老朽化し、2000年代には移転や改築の動きが活発化した。2014年11月には朝日町図書館（下新川郡朝日町）が新館に移転し、12月には富山大学医薬学図書館が増改築し、2015年3月には滑川市立子ども図書館（滑川市）が開館し、5月には高岡市立伏木図書館（高岡市）が新館に移転している。8月のTOYAMAキラリ全面開館以後にも、砺波市・小矢部市・黒部市の各市で新図書館の整備計画が進行している。
富山第一銀行の旧本店は2階部分がホールに改修され、1階部分は法人向けのビジネスプラザ支店に改称した。ガラス美術館の開館にあたって、富山第一銀行はガラス作品と展示ケースの購入費用として1,000万円を富山市に寄付している。さらに富山第一銀行は図書館の雑誌スポンサーにもなっており、建物1階の情報コーナーに設置される雑誌12タイトル分の年間購読費用12万円を負担している。

### 開館後

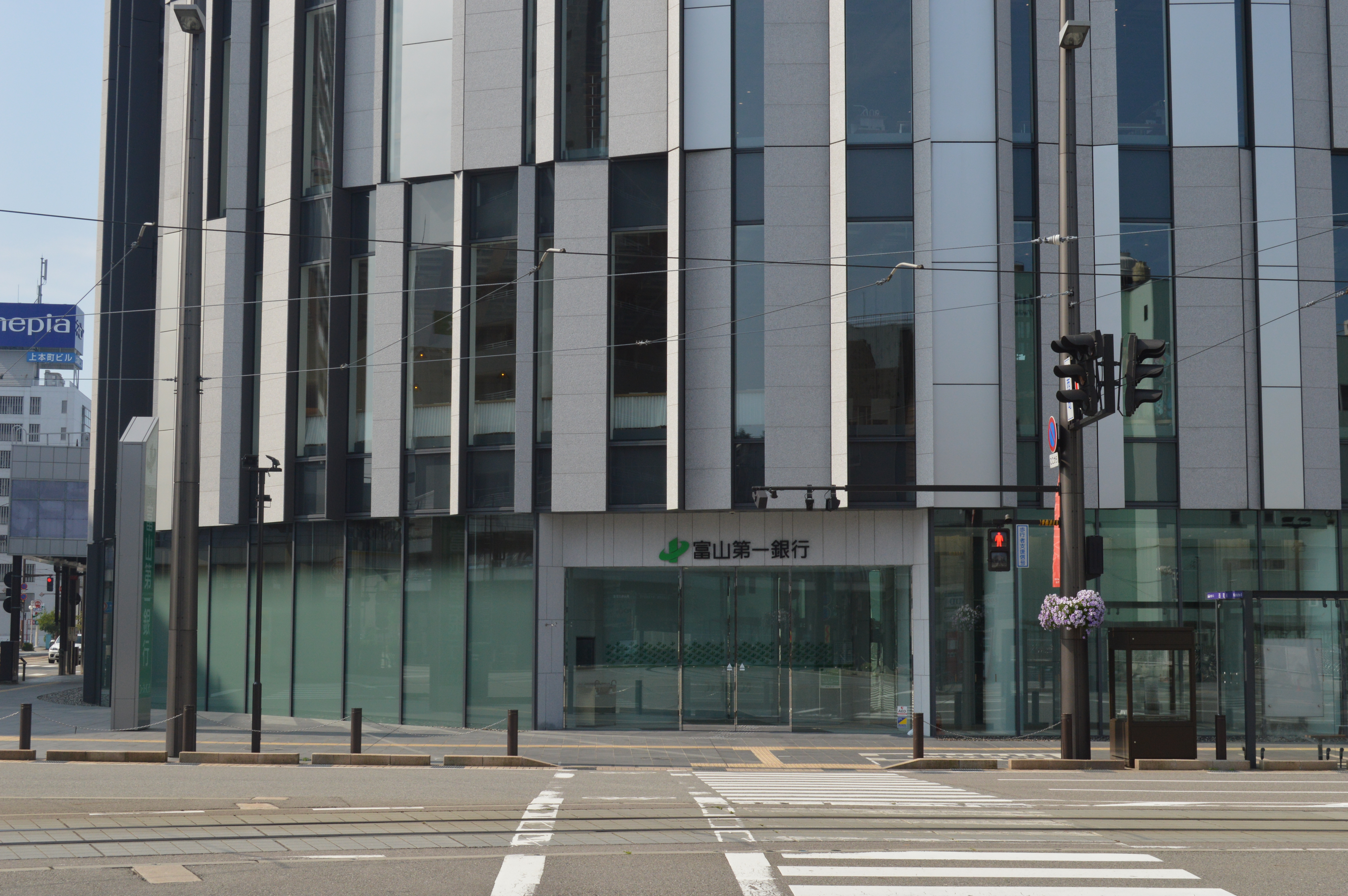
1階の富山第一銀行本店

2015年6月8日には1階部分の富山第一銀行本店が先行開業し、8月22日には2階以上の富山市立図書館と富山ガラス美術館が開館した。1階の総合カウンター前には、旧富山大和ビルの基礎部分に使用されていた木材を再利用した案内板が設置されている。桜橋電車通りを挟んでTOYAMAキラリに近接する野村證券富山支店は、TOYAMAキラリの開館に合わせて屋上にあった大型赤色看板を撤去。TOYAMAキラリが生み出す都市景観に配慮したものである。
開館後の1週間には施設全体で1日平均4,480人が来館し、富山市立図書館旧館の1日平均650人（2014年度）を大きく上回った。開館後20日間では1日平均3,721人の計74,434人が訪れ、好調な滑り出しを見せた。開館から2か月で建物への入館者は184,200人にのぼった。2015年10月10日・11日には「アメイジングナイト -ときめきときらめきと-」の一環として、建物外壁にプロジェクションマッピングが施された。ガラス美術館の来場者数は想定の倍以上であり、開館から2か月で来場者数が5万人に達し、開館から5か月後の2016年（平成28年）1月29日には10万人に達した。開館から半年間の総入館者数は41万人。2016年7月27日までの約11か月で、TOYAMAキラリ全体の来館者数は1日平均約2,100人の686,902人を記録。旧館の3倍以上となった。
TOYAMAキラリの開館5か月前の2015年3月には、北陸新幹線が富山を経由して金沢まで延伸開業している。新幹線の延伸効果は富山市の中心市街地に波及し、2016年度には西町交差点から一番町交差点までの全7地点で路線価が前年より上昇した。TOYAMAキラリの建物前の路線価は1平方メートルあたり、前年比の10,000円増の185,000円だった。
オープンから2年10か月後の2018年（平成30年）6月12日には、来館者数が200万人を超えた（富山第一銀行来店者数を除く）。2017年（平成29年）1月には100万人を突破、平成16年度は62万人、平成17年度には73万人であった。

## 建築

### 外部

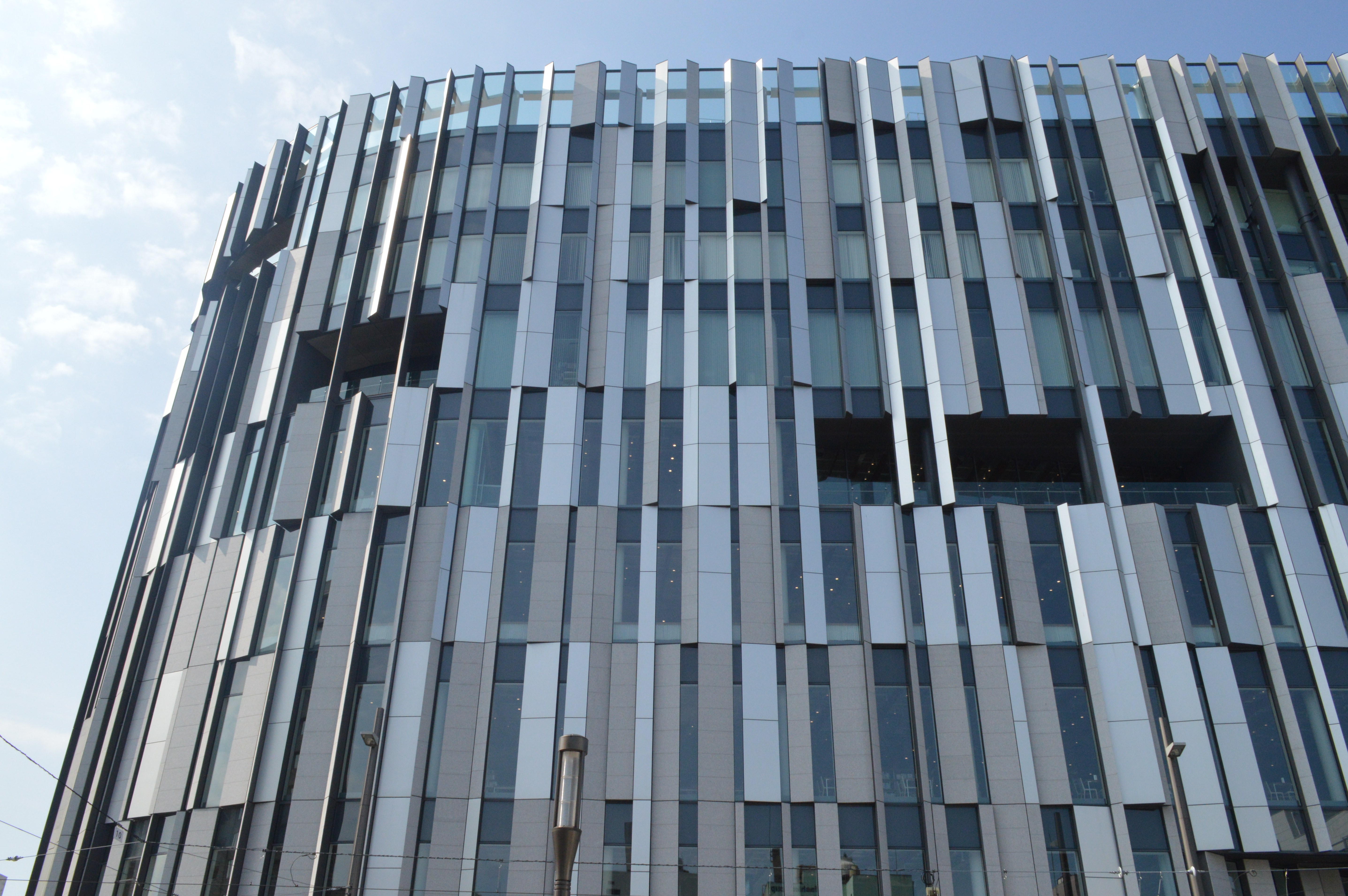
3種類の素材が用いられたパネル

平面形状は東西方向に68.87m、南北方向に47.1mであり、高さは57.21mである。敷地面積は4,144m2、建築面積は3,422m2であり、延床面積は26,792m2。1階の階高は6.0m、2階-6階の階高は5.8m、7-8階の階高は4.6mである。
桜橋電車通りや平和通りに面する北側・東側のファサードには立山連峰の峰々の山肌が表現されている。幅100mを超えるファサードを1.6mごとに分割し、それぞれのグリッドをさらに5:5、4:6、3:7、2:8の比率で分割、縦に細長いパネル約1,000枚がランダムに並べられている。パネルの素材にはアルミ、ガラス、白御影石の3種類が用いられているが、アルミとガラスは富山県の主要産業であり、白御影石は富山第一銀行旧本店の外壁にも使用されていた素材である。これらのパネルは角度に変化を付けて配置されており、時間や天候によって光の反射の仕方が変化する。

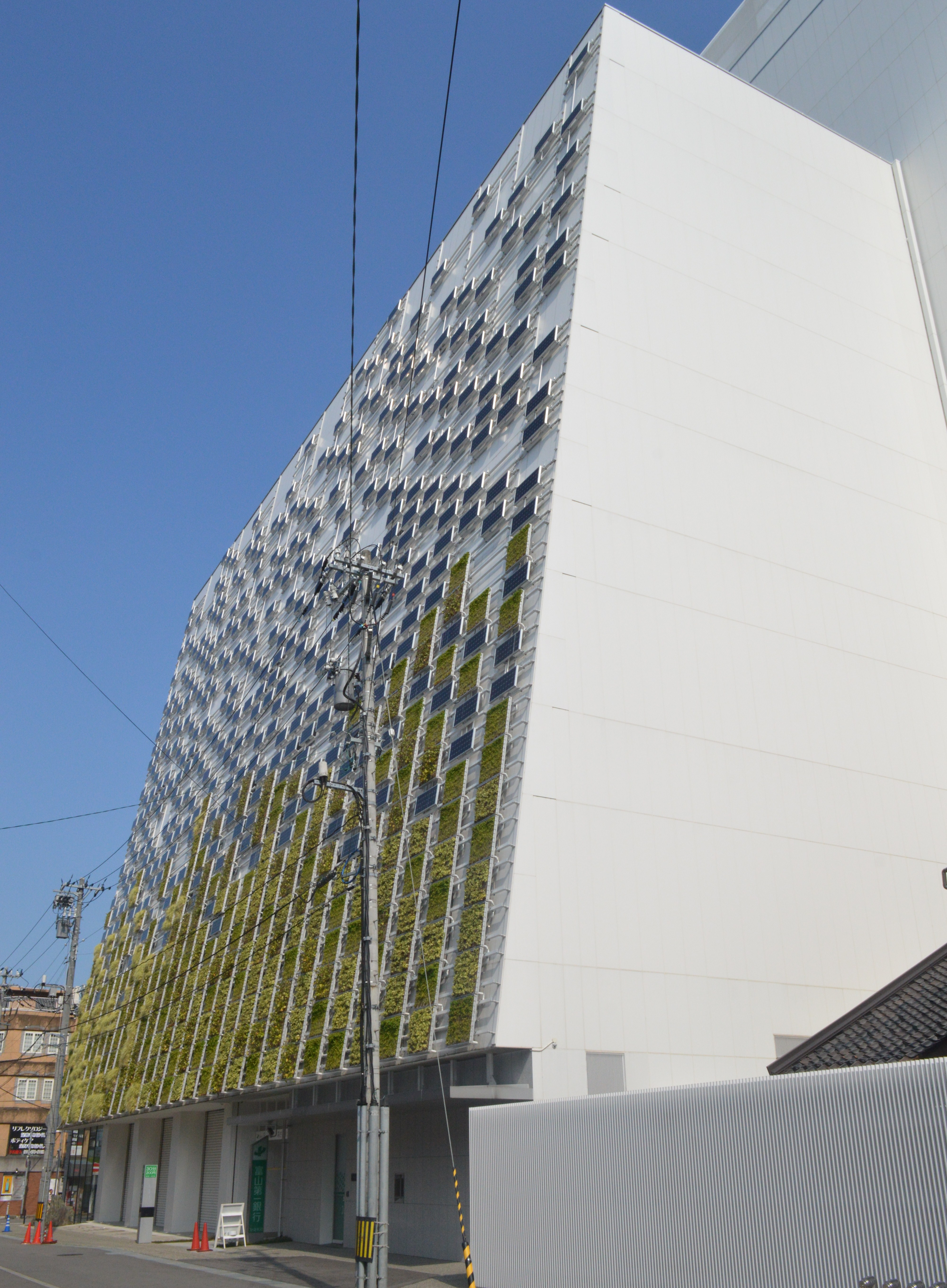
南側外壁

富山第一銀行本店が入る北東面は白御影石を多く配置し、開口率を下げている。2階から5階は日射や紫外線の抑制が求められる図書館の開架室の割合が多いため、全体の7割が壁面となっている。6階から9階は採光や眺望が求められるオフィス部分の割合が多いため、全体の7割が開口部となっている。富山市は冬季に積雪の多い地域であるため、上層階ほど凸型を多くして雪だまりとなる部分を減らしている。
大通りに面しない建物の南側外壁には、壁面緑化システムと太陽光発電システムが設置されている。ソーラーパネルがランダムに配置され、植物を植えた保水セラミック基盤がやはりランダムに配置されている。壁面緑化には小松精練による土を用いない屋外緑化システム「グリーンビズ」が用いられている。これは緑化部分が厚くなりがちな屋上緑化システムを刷新したシステムであり、北陸地方特有の強い雨風による土の散乱が起こらないことで維持管理を容易にしている。南面の上部はセットバックが施されており、生活動線に対して圧迫感を軽減させている。

### 内部

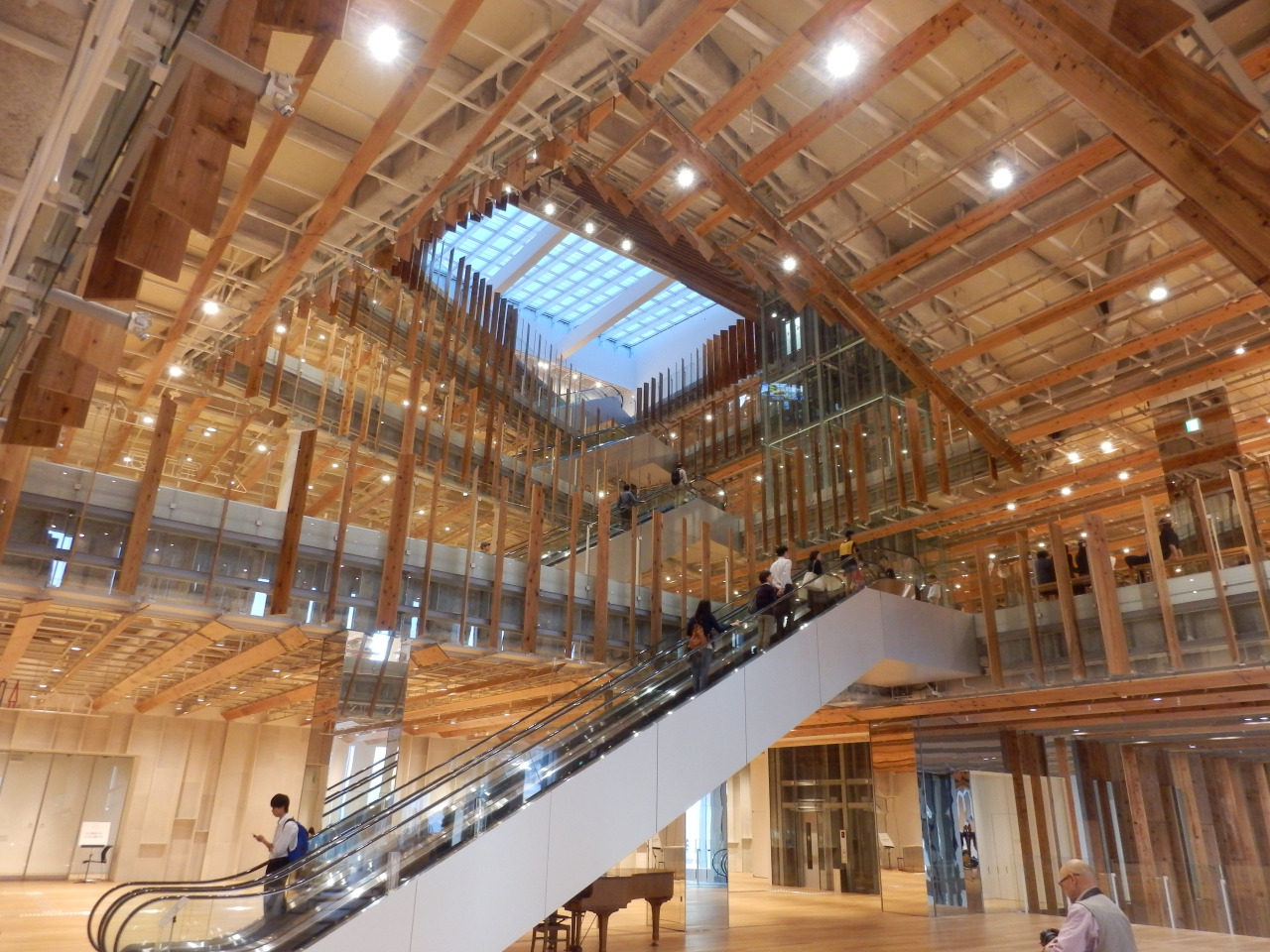
2階から吹き抜けを通して見た上階

基本設計ではフロアごとに図書館とガラス美術館を分けた従来型の複合施設が想定されていたが、実施設計では吹き抜けの北側を図書館、南側をガラス美術館として1フロアに両施設を同居させる構成となった。建物に使用された富山県産木材は計10,000メートルに達し、そのすべてが薬剤によって不燃処理が施されている。2階から6階までは「スパイラルボイド」と呼ばれる斜めの吹き抜け空間が連なっており、6階の天窓から光が斜めに差し込んでいる。
さまざまな角度で直立させられたスギ材のルーバーが吹き抜け部分を取り囲んでおり、これらのルーバーは雄大な立山連峰を想起させている。吹き抜けは実施設計の段階で新たに設けられたものであり、斜めに置かれたルーバーで空間の流れが強調された。柱のない吹き抜けと長期荷重や地震への抵抗を両立させるために、吹き抜けまわりには斜め梁や片持ち梁が取り入れられている。場所によって2層または3層が重なる吹き抜けとなるため、3階-6階の床は5階-10階に配されたフィーレンディール構造で支持されている。
斜めの吹き抜けの存在によって防火防煙シャッターを設けることが難しいため、全館の避難安全検証を行って防災に関する規定の適用除外とすることで、建築基準法に定められた一部の排煙設備を不要としている。吹き抜け空間は最大で高さ18mに達するため、天井だけでなく吹き抜けの壁面にも放水型スプリンクラーが設置されている。TOYAMAキラリのように木材を多用した斜めの吹き抜け空間を有する建物の避難安全検証は過去に例がなかった。
ルーバー同士の間隔を広く取ることで吹き抜けの向こう側を見渡せ、節・木目・ゆがみなどを残すことで「木材らしさ」を強調している。フロアを繋いでいるスギ材のルーバーは、図書館にとっては光や視線を和らげるカーテンの役割を果たし、直射日光を避けたいガラス美術館にとっては遮光スクリーンの役割を果たしている。隈は公共建築にありがちな「見えない部分」を極力排除することに務め、あえて荒くしたルーバー天井から天井内部の下地・断熱材・設備機器などを見せている。
隈研吾建築都市設計事務所は建物の設計のみならず、館内の什器・サイン・ファブリックなども担当した。鉄パイプを曲げたサインはオリジナルの書体である。各フロアを貫いている鉄骨柱は、存在感をなくすために表面が鏡面仕立てとなっている。内装にはアクセントとして富山県産のガラスや和紙を使用している。

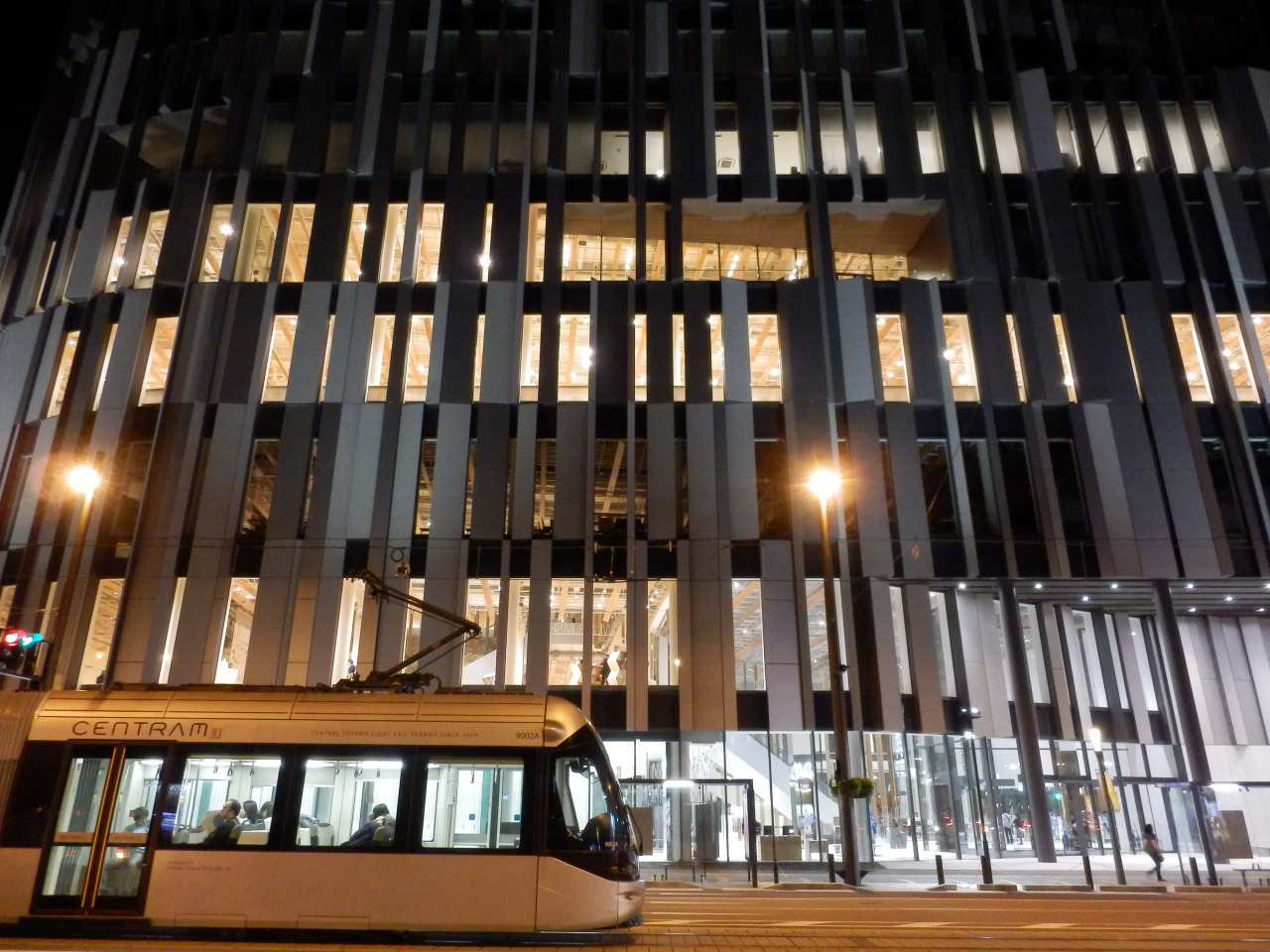
夜間の建物外観とセントラム
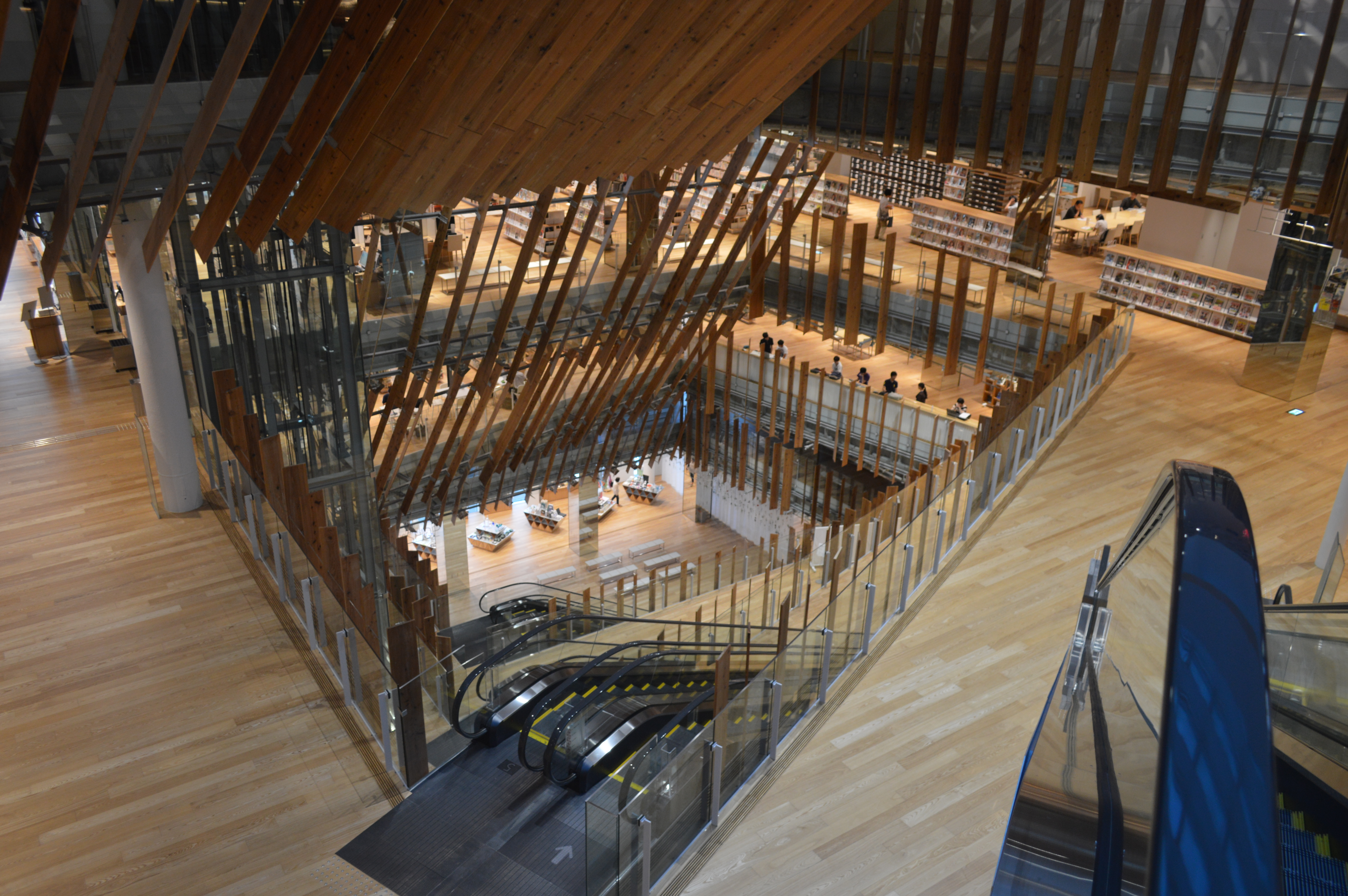
6階から吹き抜けを通して見た下階
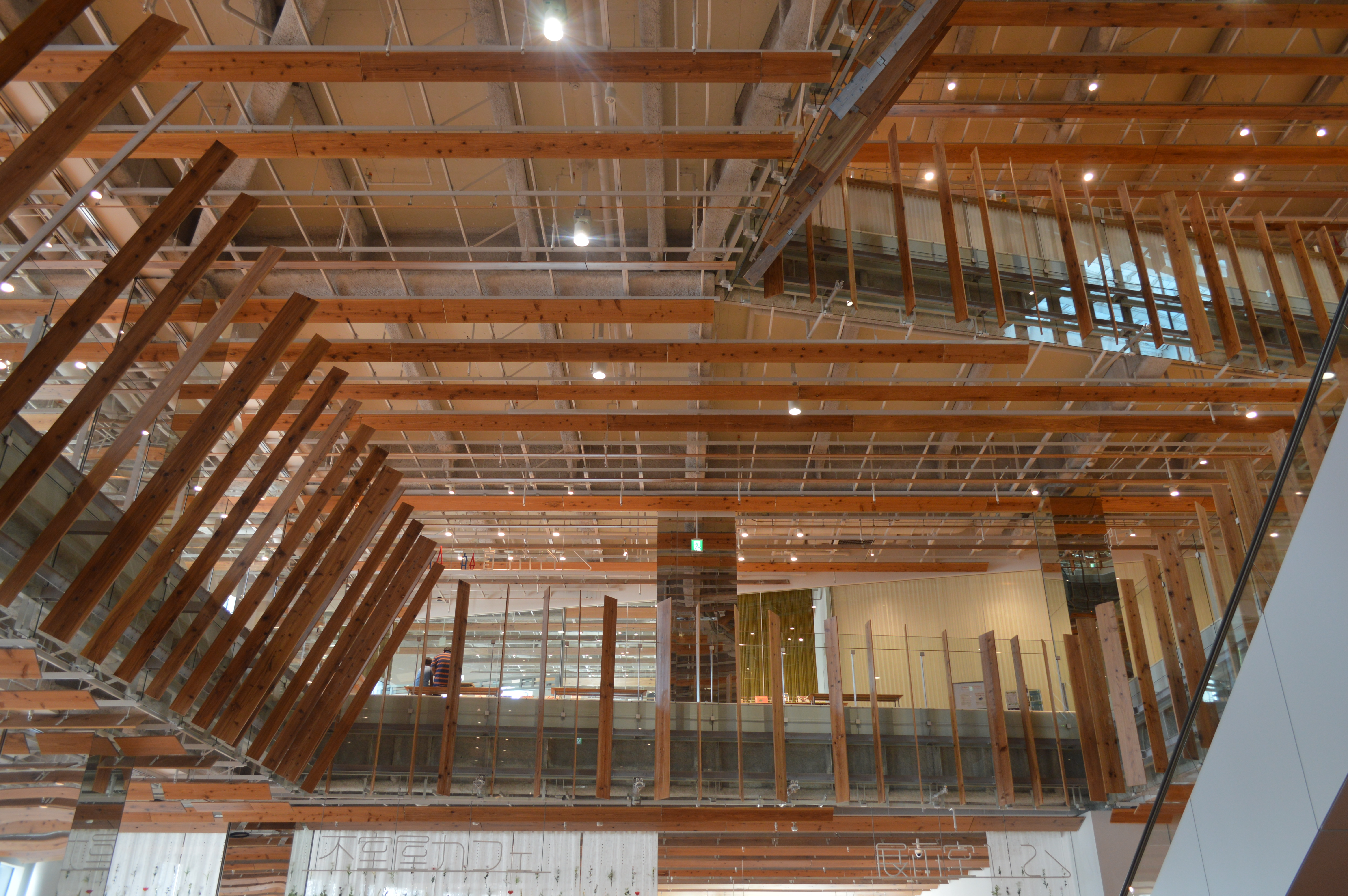
天井のルーバーや吹き抜けのスギ材
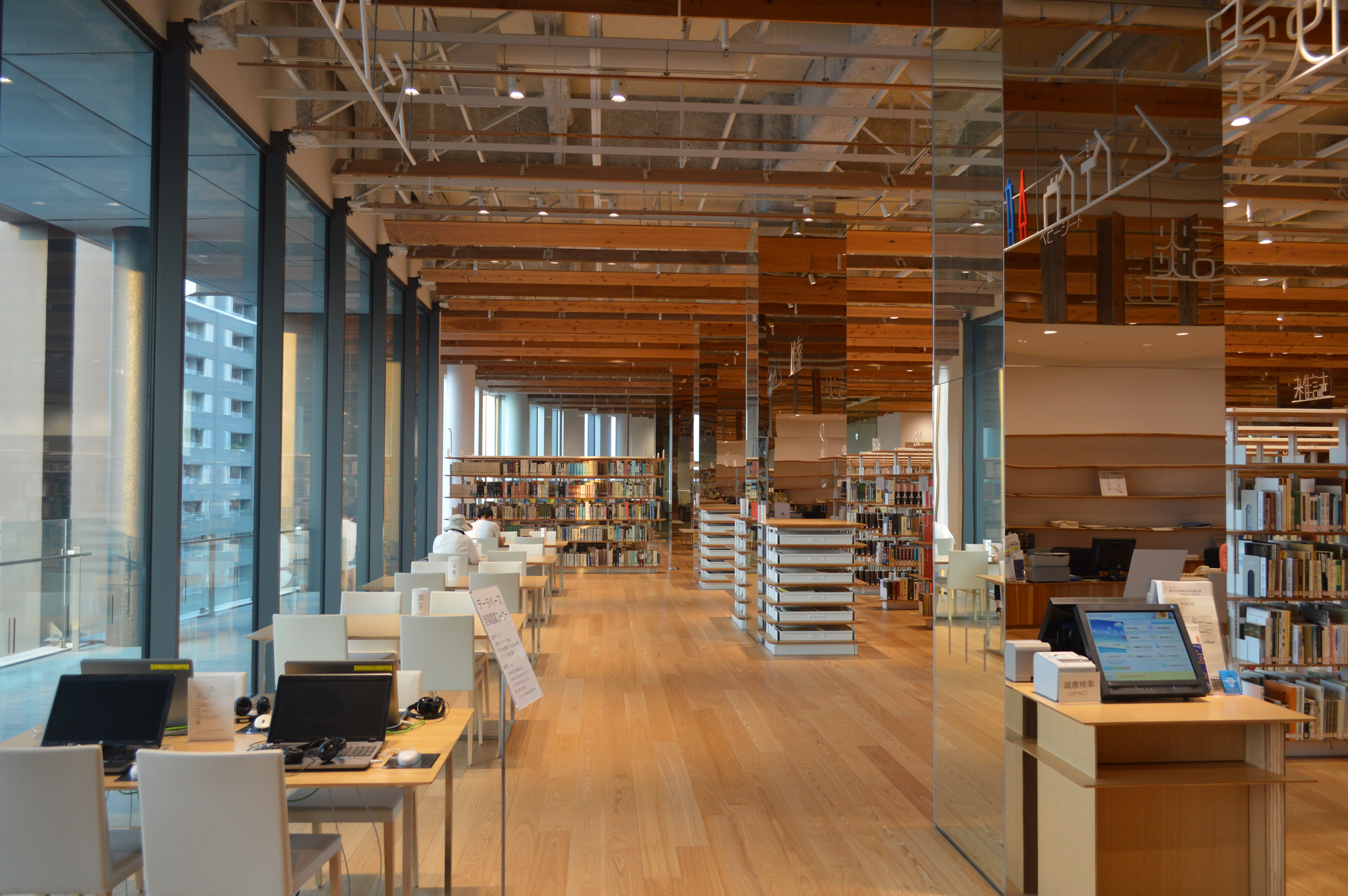
鏡面仕立ての鉄骨柱
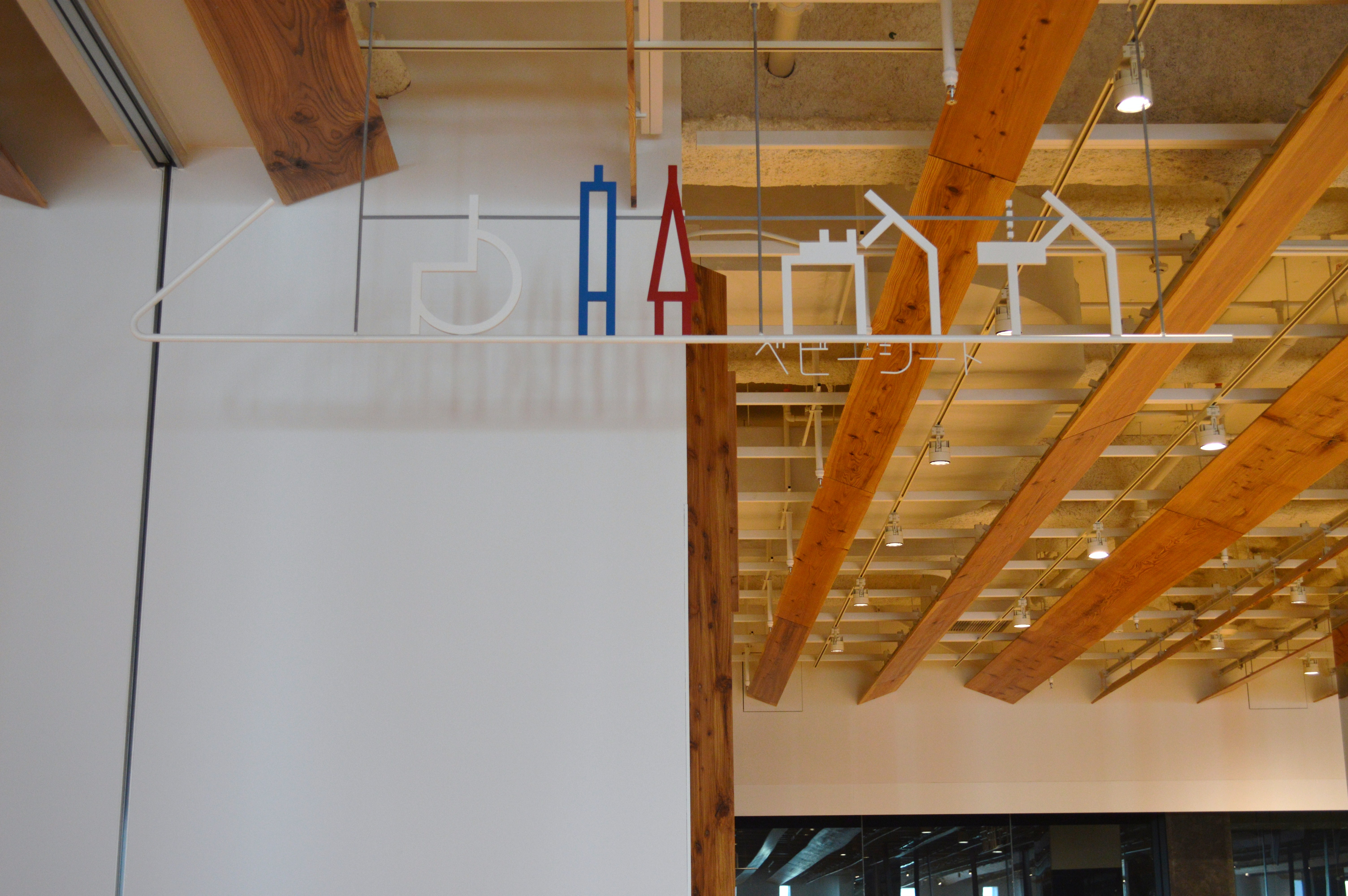
オリジナルのフォントを用いたサイン
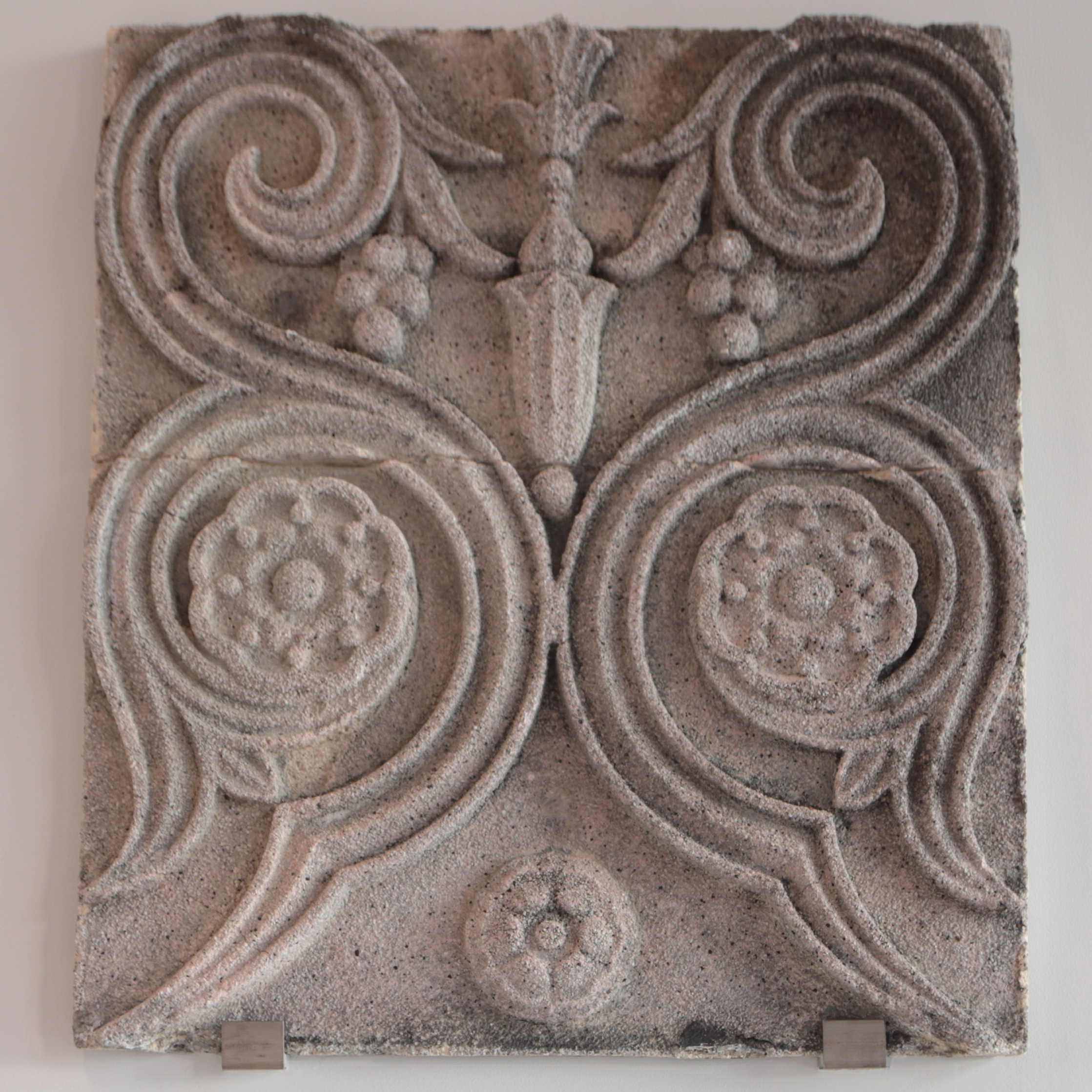
建物玄関脇に設置された旧大和百貨店の外壁

## 特色
| TOYAMAキラリのフロアマップ | TOYAMAキラリのフロアマップ                 | TOYAMAキラリのフロアマップ                 | TOYAMAキラリのフロアマップ                 |
| フロア                     | 用途                                       | 用途                                       | 用途                                       |
| -------------------------- | ------------------------------------------ | ------------------------------------------ | ------------------------------------------ |
| 10階                       | 富山第一銀行ホール                         | 富山第一銀行ホール                         | 富山第一銀行ホール                         |
| 9階                        | 富山第一銀行ホール                         | 富山第一銀行ホール                         | 富山第一銀行ホール                         |
| 8階                        | 富山第一銀行本店業務執行部門               | 富山第一銀行本店業務執行部門               | 富山第一銀行本店業務執行部門               |
| 7階                        | 富山第一銀行本店業務執行部門               | 富山第一銀行本店業務執行部門               | 富山第一銀行本店業務執行部門               |
| 6階                        | 富山市立図書館本館                         | 吹き 抜け                                  | 富山市ガラス美術館                         |
| 5階                        | 富山市立図書館本館                         | 吹き 抜け                                  | 富山市ガラス美術館                         |
| 4階                        | 富山市立図書館本館                         | 吹き 抜け                                  | 富山市ガラス美術館                         |
| 3階                        | 富山市立図書館本館                         | 吹き 抜け                                  | 富山市ガラス美術館                         |
| 2階                        | ミュージアムショップ、カフェ               | 吹き 抜け                                  | 富山市ガラス美術館                         |
| 1階                        | 共用エントランス、富山第一銀行本店営業部門 | 共用エントランス、富山第一銀行本店営業部門 | 共用エントランス、富山第一銀行本店営業部門 |
| 地下1階                    | 銀行専用駐車場                             | 銀行専用駐車場                             | 銀行専用駐車場                             |

### 施設全体の特色

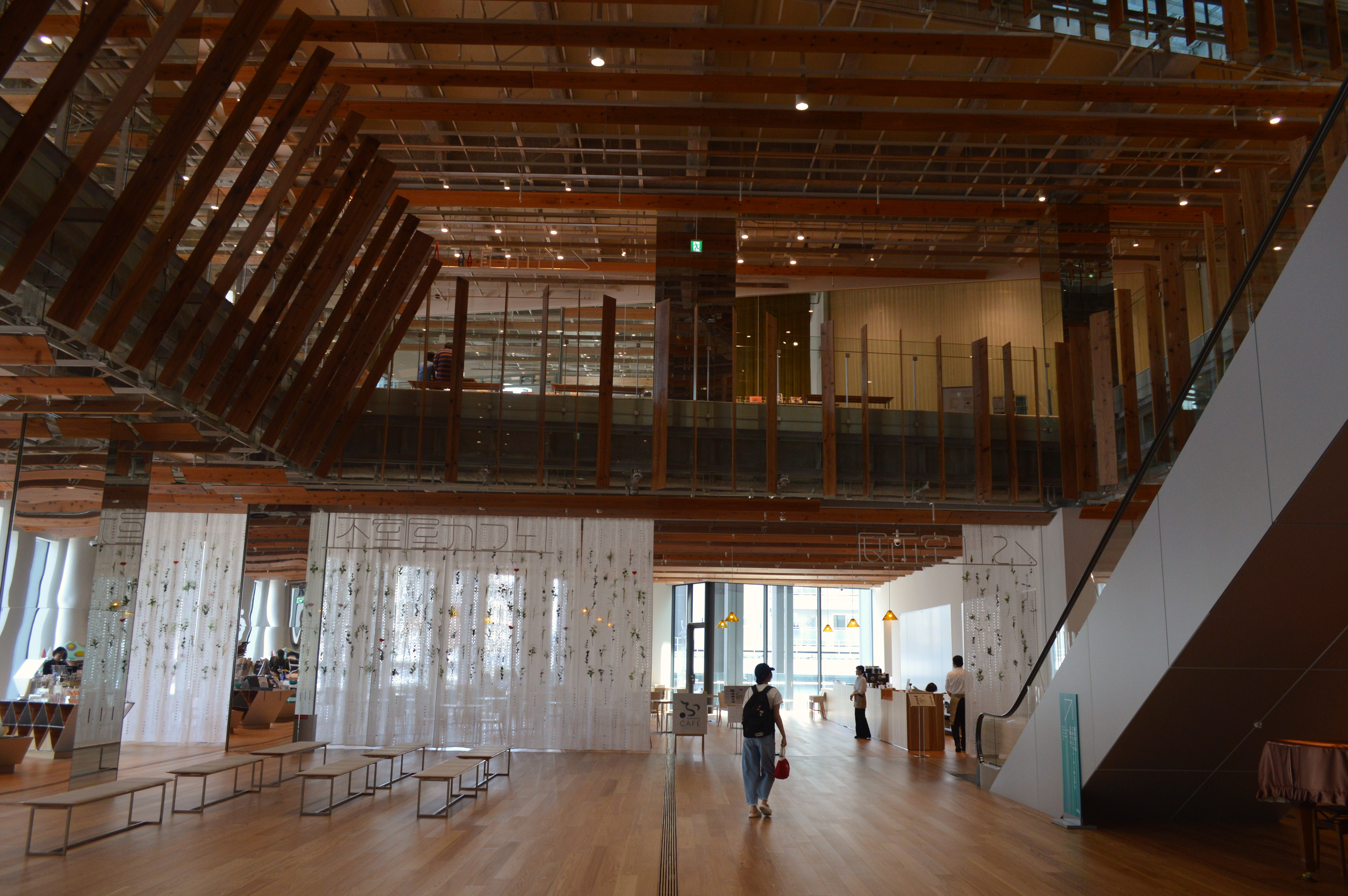
2階のカフェスペース

地下1階・1階・2階は共有スペースである。1階には富山市立図書館や富山市ガラス美術館の利用者向けのエントランスホールがあり、建物の北西側には富山第一銀行本店営業部門が、さらにテナントとして西側に歯科医院が入っている。2階にはミュージアムショップのほかに、カフェスペースには和風カフェ・FUMUROYA CAFEが入っており、中央部はミニコンサートが開催できるロビーとなっている。また2つの会議室がある。
2階から6階の南側部分は富山市ガラス美術館が、3階から6階の北側部分は富山市立図書館本館が占めており、中央部は開口部が斜めに開いた吹き抜けとなっている。7階と8階は富山第一銀行の本店業務執行部門が入っており、9階と10階は富山第一銀行ホールとなっている。施設全体にWi-Fi環境が導入されている。
公共交通機関では、富山地方鉄道富山軌道線グランドプラザ前停留場または西町停留場から徒歩1分。JR西日本・あいの風とやま鉄道富山駅から徒歩20分。富山地鉄バス「西町」バス停より徒歩1分。駐車場は富山第一銀行の来店者用しかないため、富山市は図書館やガラス美術館の利用者に対して、公共交通機関の利用や近隣の民間駐車場の利用を呼び掛けている。自転車用駐輪場はあるが、自動二輪車は駐輪場を利用できない。

### 図書館の特色

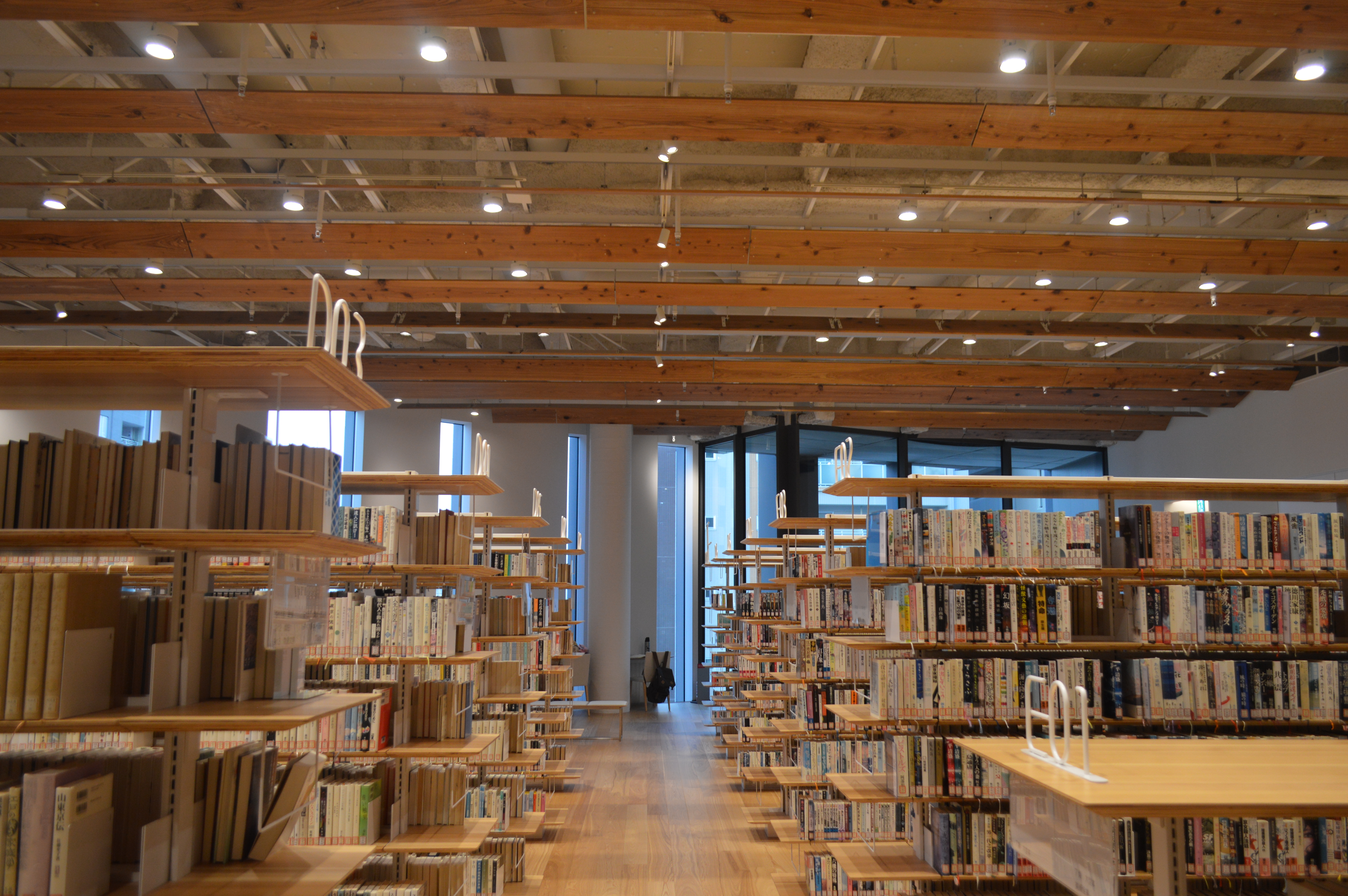
4階の書架

TOYAMAキラリの3階から6階に富山市立図書館本館が入っている。3階は児童図書フロア、4階は一般図書フロア、5階は参考図書フロア、6階は書庫と事務室である。図書館の蔵書は貸出手続きを行う前に2階のカフェに持ち込んで読むこともできる。児童図書フロアの3階と一般図書フロアの5階のそれぞれにレファレンスカウンターを持つ。このほかに、1階には情報コーナーや移動図書館書庫があり、3階-6階の開館時間より早い午前7時から新聞や雑誌を閲覧できる。2階には図書館全館への配本作業を行う部屋を持つ。
開館時間は3階が午前9時30分から午後6時、4階・5階が午前9時30分から午後7時、新聞や雑誌を閲覧できる1階の情報コーナーは午前7時から午後8時までであり、金曜と土曜には4階・5階の開館時間が午後8時まで延長される。3階から6階の図書館フロアは午前9時30分開館だが、1階の情報コーナーだけは午前7時から開館している。カウンター前には予約図書受取室や自動図書貸出機・自動返却ブックポストが設置されたが、これらは富山県の公共図書館として初めての導入事例である。
図書館とガラス美術館が同居することから、図書館では2015年8月の開館時にガラス工芸の入門書・専門書・作品集など数百冊をそろえている。2016年6月1日には視聴覚資料の貸出を停止し、視聴覚サービスを館内視聴のみに縮小した。6月11日には富山市内にリードケミカルを母体とする森記念秋水美術館（私立）が開館したため、日本刀の資料や細川護熙の著書を集めた特集展示を行った。

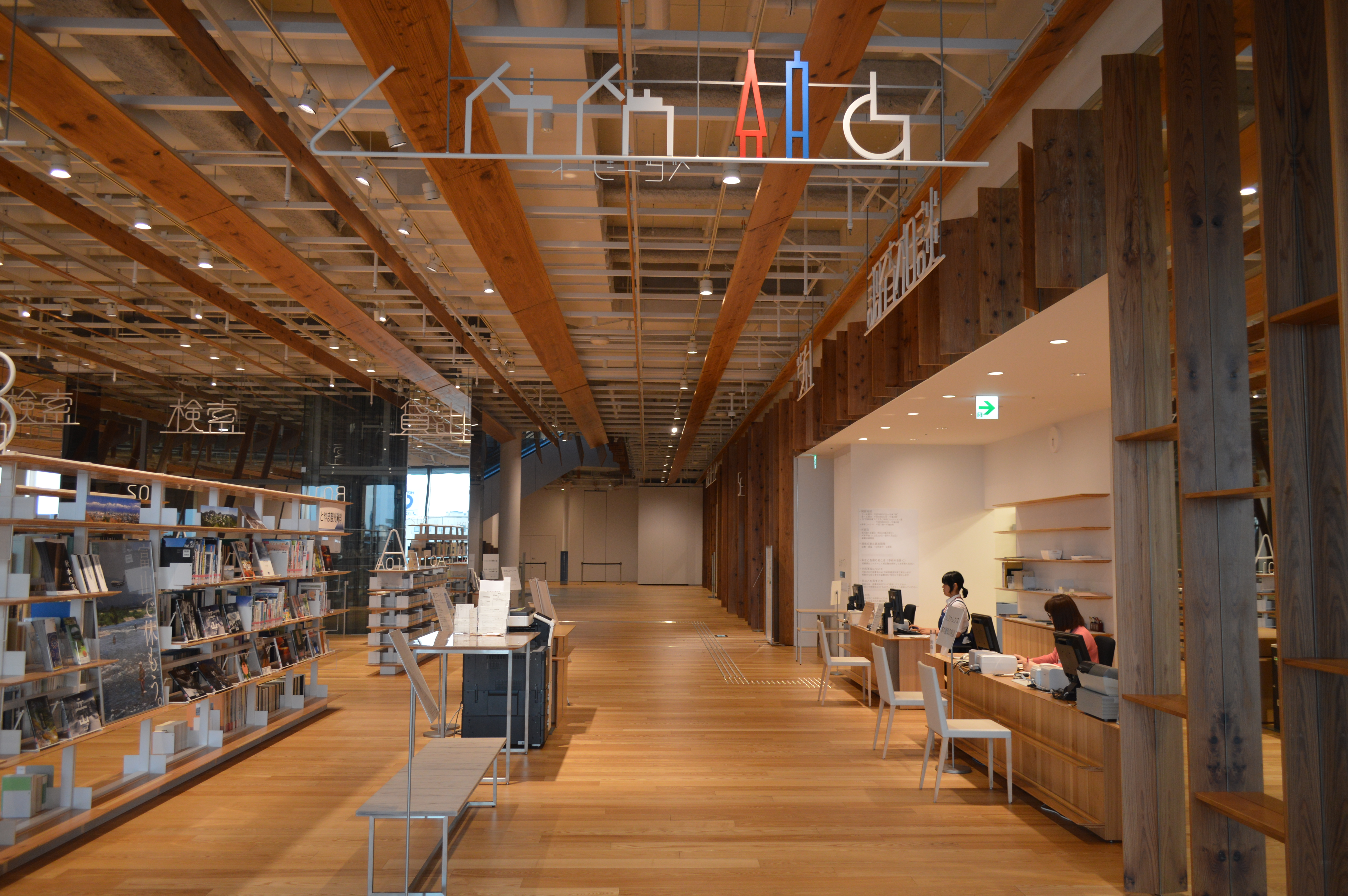
5階のカウンターと観光資料コーナー（左）

3階児童図書フロア
児童図書フロアは約3万冊の開架を持ち、絵本・物語・学習本・紙芝居などの児童図書が置かれている。交流ルームやセミナールーム、読書相談カウンター、旧館にはなかった授乳室や幼児用トイレなどが設置されている。
4階一般図書フロア
小説や随筆、実用書などを揃えており、富山市の観光資料なども収集している。予約図書受取室、図書企画展示スペース、吹き抜けに面した電源付きの持込パソコン専用席11席などが設置されている。
5階参考図書フロア
辞典や統計などの参考図書、郷土資料や郷土の地図などを揃えている。さらには雑誌コーナー、新聞コーナー、視聴覚・情報検索コーナー、データベースコーナー、特別コレクション室、多目的ルームなどが設置されている。雑誌コーナーは地方の書店では入手困難なものも含めて約500タイトルがあり、2015年7月の開館時には304タイトルに雑誌スポンサーがついた。雑誌のタイトル数は旧館の約100タイトルから大幅に増加している。
6階書庫
約28万冊を収容可能な電動式集密書庫を主とし、廃棄資料保管庫や小荷物昇降機を併設している。

### ガラス美術館の特色

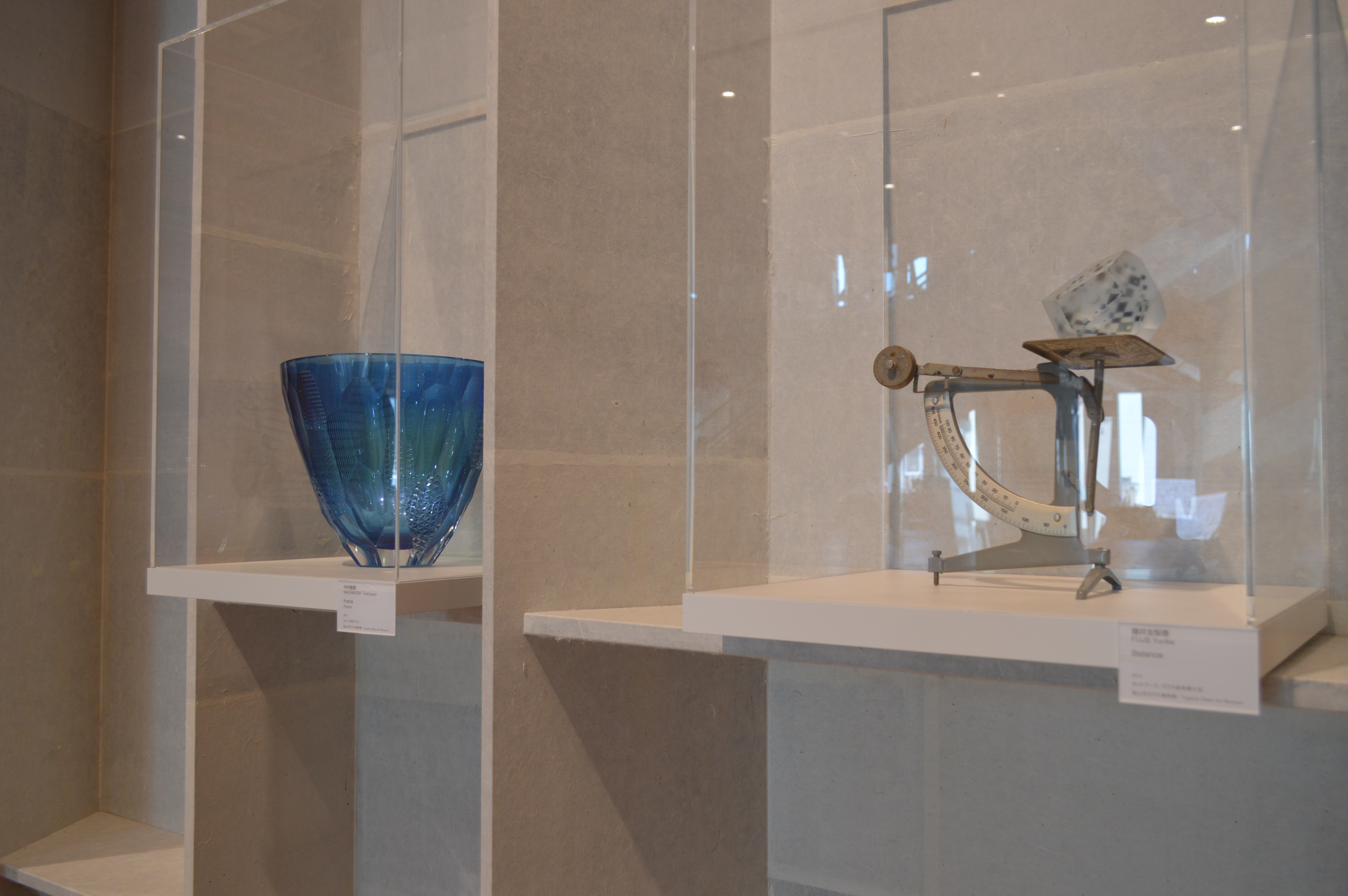
鑑賞無料のグラス・アート・パサージュ

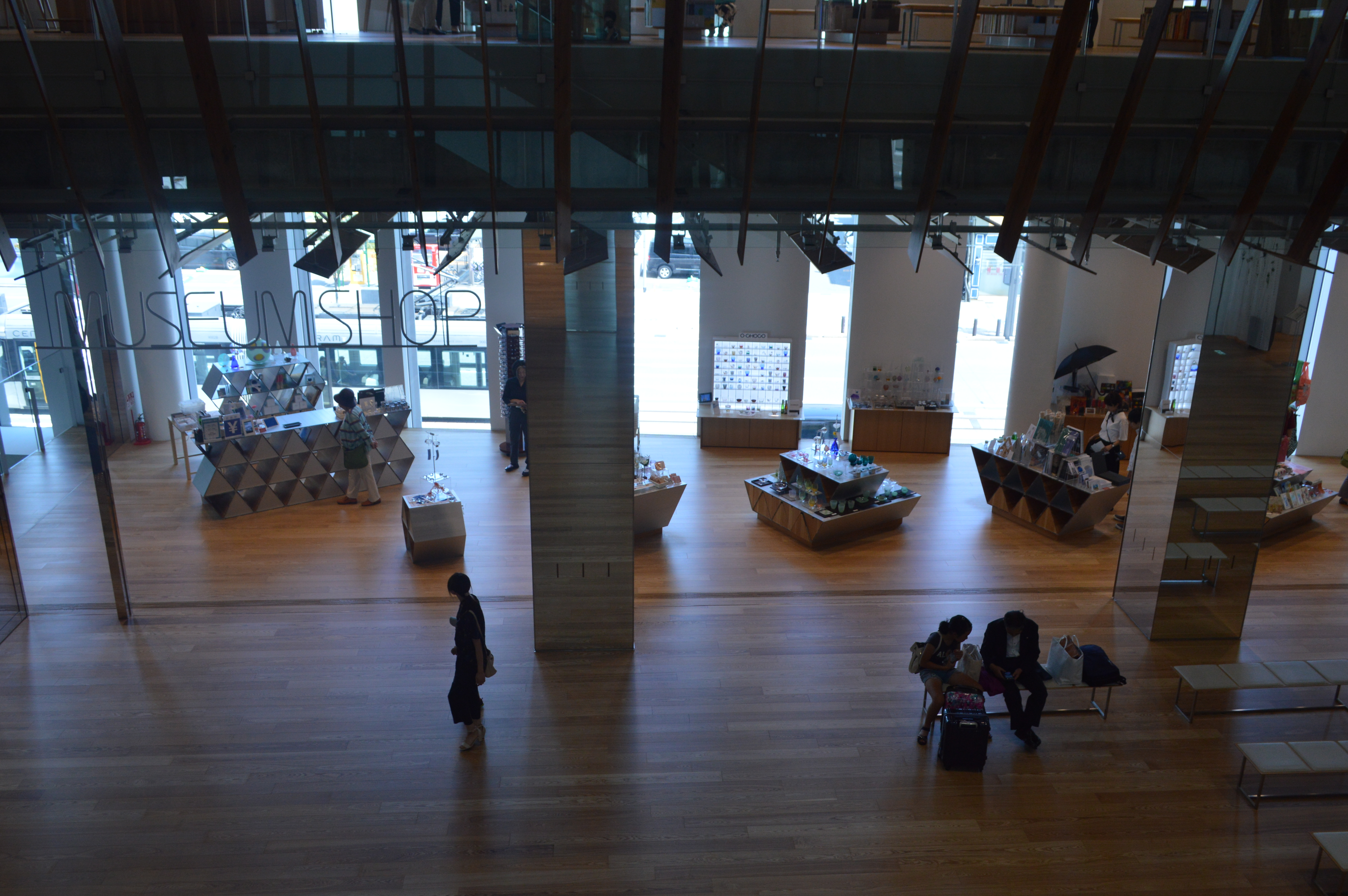
2階のミュージアムショップ

TOYAMAキラリの2階から6階の南側に富山市ガラス美術館が入っており、2階にはカフェに隣接してミュージアムショップが設置されている。2階と3階の展示室では企画展が、4階と6階の展示室では常設展が行われる。常設展・企画展とも一般と大学生は入場料が必要だが、高校生以下と70歳以上の富山市民は入場無料となっている。企画展では1950年代以降の現代ガラス工芸作品を中心に紹介している。
展示室の外側には富山県に縁のあるガラス造形作家の作品を集めたグラス・アート・パサージュがあり、無料で鑑賞することができる。6階のグラス・アート・ガーデンにはアメリカの現代ガラス美術作家の巨匠デイル・チフーリのインスタレーション（空間美術）5作品が常設展示されている。これらの作品は富山市がチフーリ・スタジオに製作依頼したものであり、うち3作品はチフーリ本人並びにスタッフが日本を訪れて手掛けている。

## 交通アクセス
- 富山地方鉄道富山軌道線 西町停留場下車 徒歩1分、グランドプラザ前停留場下車 徒歩2分
- 富山地方鉄道バス 西町バス停下車 徒歩1分
- 市内周遊ぐるっとBUS南回りルート（1日6便） ガラス美術館（西町）バス停下車 徒歩1分

TOYAMAキラリ（富山市ガラス美術館・富山市立図書館）を含む、富山市市街地の美術館・博物館・観光施設を巡る周遊バス。
- 富山空港より富山地鉄バス（富山空港線） 総曲輪バス停下車 徒歩4分
- 自転車はTOYAMAキラリ南東側にある駐輪場を利用できる。自動二輪車は利用不可。
  - なお駐車場は同居する銀行来店者用しかなく、富山市の施策により公共交通機関の利用または、近隣の駐車場の利用を呼び掛けている。